# Analía Sandleris
Analía Sandleris (Montevideo, 25 de setiembre de 1958) es una artista visual, paisajista y docente uruguaya.

## Biografía
Comenzó su formación en 1977 en el taller de Félix Bernasconi donde estuvo hasta el año 1983, pasando al Taller de Nelson Ramos hasta 1985, año en que obtuvo la Beca Fulbright. Continúo con sus estudios en Europa, especialmente en Ibiza donde permaneció 3 años. Sus obras han sido seleccionadas en numerosos salones, premios y concursos desde finales de la década de 1970 y su actividad ha sido ininterrumpida desde entonces. Su obra plástica se centra en la pintura, a la que integra también técnicas gráficas como el grabado, el dibujo y el collage.
En 2009 realizó la Tecnicatura en Jardinería (IM) y actualmente combina su actividad artística con la de paisajista, creando jardines en espacios públicos y privados con un enfoque interdisciplinario entre arquitectura, arte y paisaje.

## Exposiciones destacadas
- 1983  Galería de la Ciudadela.
- 1995  Libertad Libros. Museo de Historia del Arte, I.M.M.
- 1997  Sala P. Figari, Ministerio de Relaciones Exteriores. Jadite Galleries, New York.
- 2003  “Otros nombres otros recuerdos “Sala de Arte “ Carlos Federico Saez”. M.T.O.P.
- 2004  “Magia Final - Principio” Unión Latina - Centro Cultural Lapido.
- 2005  “Victoria de la des - ilusión”. Ministerio de Educación y Cultura.
- 2006  “Postales del camino”. Colección Engelman-Ost.
- 2006  “Fragmentos” (postales del camino) Centro Cultural Dodecá.
- 2011  “Dodecá Escenarios” Centro Cultural Dodecá
- 2018  "Analía Sandleris", Museo Nacional de Artes Visuales

## Premios
- 1998 Primer Premio: Salón del Banco de la República Oriental del Uruguay[5]
- 2003: Primer Premio: Beca Batuz - Altzella, Alemania.
- 2003: Salón Municipal de Artes Visuales.
- 2007: 52.º Premio Nacional de Artes Visuales “María Freire”
- 2012: 55.º Premio Nacional de Artes Visuales "Wifredo Díaz Valdez".